# Sandgrube Penna
Die Sandgrube Penna ist ein Naturschutzgebiet (NSG) im Landkreis Mittelsachsen in Sachsen. Das 91,7 ha große Gebiet mit der NSG-Nr. C 82 liegt östlich von Penna, einem Ortsteil der Stadt Rochlitz und umfasst Teile der alten und neuen Grube des dortigen Sandabbaugebietes.
Das Naturschutzgebiet wurde durch eine Verordnung des Regierungspräsidiums Chemnitz vom 23. April 1997 festgesetzt.